# Breein Tyree
Breein Tyree, né le 13 janvier 1998 à Metuchen, au New Jersey, est un joueur américain de basket-ball évoluant au poste de meneur.

## Biographie

### Carrière universitaire
Entre 2016 et 2020, il joue pour les Rebels d'Ole Miss à l'université du Mississippi.

### Carrière professionnelle

#### Raptors 905 (2020-2022)
Le 18 novembre 2020 automatiquement éligible à la draft 2020 de la NBA, il n'est pas sélectionné.
Le 25 novembre 2020, il signe un contrat avec le Heat de Miami. Le 16 décembre 2020, il est libéré par le Heat.
Le 19 décembre 2020, il signe un contrat avec les Raptors de Toronto.
Le 27 janvier 2021, il rejoint les Raptors 905, l'équipe de G-League des Raptors de Toronto.
Le 1er mars 2021, son contrat en G-League se termine.
Le 15 octobre 2021, il signe un contrat avec les Raptors de Toronto. Le lendemain, il est libéré par les Raptors.
Le 25 octobre 2021, il retourne chez les Raptors 905 pour la saison 2021-2022.

#### Indios de San Francisco (2022)
En avril 2022, il rejoint l'équipe dominicaine des Indios de San Francisco (en).
En 19 matches, il a des moyennes de 20,2 points, 3,2 passes décisives, 2,7 rebonds en 32,7 minutes par match.

#### Filou Oostende (2022-2023)
Le 2 août 2022, il signe un contrat avec l'équipe belge du Filou Oostende.

#### Dinamo Basket Sassari (depuis 2023)
Le 15 juin 2023, il signe un contrat avec l'équipe turque du Bahçeşehir Koleji (en).
Mais, le 13 juillet 2023, il privilégie un contrat avec l'équipe italienne du Dinamo Basket Sassari.

## Palmarès

### Universitaire
- 2× First-team All-SEC – Coaches en 2019 et 2020
- Second-team All-SEC – AP en 2019

### Professionnel
- Champion de Belgique en 2023
- Nommé dans le meilleur cinq majeur du championnat belge en 2023
- Vainqueur de la coupe de Belgique en 2022

## Statistiques

### Universitaires
Les statistiques de Breein Tyree en matchs universitaires sont les suivantes :
| Saison    | Équipe   | Matchs | Titul. | Min./m | % Tir | % 3pts | % LF | Rbds/m. | Pass/m. | Int/m. | Ctr/m. | Pts/m. |
| --------- | -------- | ------ | ------ | ------ | ----- | ------ | ---- | ------- | ------- | ------ | ------ | ------ |
| 2016-2017 | Ole Miss | 34     | 22     | 19,1   | 37,3  | 31,0   | 70,3 | 1,88    | 1,91    | 0,65   | 0,00   | 7,32   |
| 2017-2018 | Ole Miss | 32     | 23     | 25,2   | 39,4  | 35,6   | 70,0 | 2,19    | 2,81    | 0,69   | 0,28   | 10,84  |
| 2018-2019 | Ole Miss | 33     | 33     | 33,8   | 45,9  | 37,5   | 83,1 | 2,94    | 2,79    | 0,97   | 0,42   | 17,91  |
| 2019-2020 | Ole Miss | 31     | 30     | 34,5   | 42,6  | 36,0   | 82,2 | 3,71    | 2,52    | 1,29   | 0,13   | 19,68  |
| Carrière  | Carrière | 130    | 108    | 28,0   | 42,1  | 35,6   | 78,7 | 2,66    | 2,50    | 0,89   | 0,21   | 13,82  |